# Adam Mikołajewski
Adam Mikołajewski (ur. 24 grudnia 1899 w Radomsku, zm. 27 grudnia 1952 w Warszawie) – polski aktor filmowy i teatralny. Absolwent Wydziału Historycznego Uniwersytetu Warszawskiego. Zadebiutował na scenie w 1922. Występował w Teatrze Narodowym, grał też epizodyczne role w filmach.

## Filmografia
- 1946 – W chłopskie ręce (Ignacy)
- 1946 – Zakazane piosenki (kolejarz przyjmujący rozpylacz)
- 1947 – Jasne łany (spółdzielca Dziewoń)
- 1948 – Skarb (konduktor w autobusie Witka)
- 1949 – Dom na pustkowiu (bileter)
- 1950 – Pierwszy start (Feliks Spojda)
- 1951 – Pierwsze dni (kowal Niedziela)
- 1953 – Przygoda na Mariensztacie (majster Leon Ciepielewski)